# Christian Bartelt (Politiker, 1976)
Christian Bartelt (* 16. September 1976 in Neubrandenburg) ist ein deutscher Politiker (FDP). Er war von September 2023 bis März 2025 Mitglied des Bundestages.

## Leben
Bartelt legte 1995 sein Abitur am Sportgymnasium Neubrandenburg ab, leistete anschließend Grundwehrdienst als Sanitätssoldat bei der Bundeswehr und studierte ab 1996 Zahnmedizin an der Universität Greifswald. 2001 schloss er mit dem Staatsexamen ab und begann eine Tätigkeit als Zahnarzt, seit 2004 in seiner eigenen Praxis. Er ist verheiratet, hat drei Kinder und lebt in Spantekow.

## Politik
Bartelt ist seit 2002 Mitglied der FDP. Seit 2004 ist er Mitglied des Kreistags, zunächst des Landkreises Ostvorpommern, seit 2011 des Landkreises Vorpommern-Greifswald.
Bartelt kandidierte bei der Bundestagswahl 2005 und bei der Bundestagswahl 2009 im Bundestagswahlkreis Greifswald – Demmin – Ostvorpommern, bei den Landtagswahlen in Mecklenburg-Vorpommern 2006, 2011, 2016 und 2021 im Landtagswahlkreis Vorpommern-Greifswald II sowie bei den Bundestagswahlen 2013, 2017 und 2021 im Bundestagswahlkreis Mecklenburgische Seenplatte I – Vorpommern-Greifswald II. Er verfehlte jeweils den Einzug ins Landes- oder Bundesparlament.
Bartelt rückte am 4. September 2023 für Hagen Reinhold in den Bundestag nach.
Bartelt war ordentliches Mitglied im Gesundheitsausschuss sowie stellvertretendes Mitglied im Wirtschafts-, Sport- und Petitionsausschuss.
Bei der Bundestagswahl 2025 verfehlte die FDP den Einzug in den Deutschen Bundestag.